# 談個能夠回憶的戀愛吧
《談個能夠回憶的戀愛吧》（日语： omoidaseru koiwoshiyō */?）是日本女子偶像團體STU48的第5張單曲，2020年9月2日由國王唱片發行。兩版本的A面曲分別由瀧野由美子和立仙百佳擔任中心成員。

## 簡介
本作為STU48繼《無謀的夢想永不醒來》之後時隔七個月發行的單曲、以及在2020年發行的第二張單曲，分為Type-A、Type-B以及劇場盤，Type-A和Type-B另分為初回限定盤和通常盤，總共5個版本。
本作原定於2020年5月27日發售，但因新型冠狀病毒疫情而延期至9月2日發售。
同名A面曲按演唱成員分為兩個版本，分別為由自AKB48兼任的岡田奈奈、一期生和選秀三期生（即全體21名正式成員）演唱，以及由二期生（即全體23名研究生）演唱，同一支单曲主打歌由两组不同人员演唱这一做法在AKB48集團内为首次尝试。
1期生、選秀3期生演唱版本由瀧野由美子擔任中心成員，這是她第五次擔任中心成員，而2期研究生演唱版本由立仙百佳擔任中心成員，這是她首次擔任中心成員。
選拔成員人數比前作增加27人，從16人變為43人。包含研究生在內全部成員均進入選拔名單。池田裕樂、今泉美利愛、內海里音、尾崎世里花、川又安奈、川又優菜、工藤理子、小島愛子、迫姫華、清水紗良、鈴木彩夏、高雄彩加、田口玲佳、田中美帆、田村菜月、中廣彌生、原田清花、南有梨菜、宗雪里香、吉崎凜子、吉田彩良、立仙百佳、渡邊菜月初次進入選拔。榊美優、信濃宙花、谷口茉妃菜、兵頭葵、峯吉愛梨沙、森下舞羽自《最喜歡的人》相隔兩作重返選拔。前作選拔成員中，除了於2020年7月31日畢業的新谷野野花外，其餘成員均繼續獲選拔。

## 封面寫真
| Type-A 初回限定盤 | 沖侑果、今村美月、藪下楓、瀧野由美子、岡田奈奈、福田朱里     |
| Type-A 通常盤     | 大谷滿里奈、中村舞、岩田陽菜、石田千穗、甲斐心愛、門脇實優菜 |
| Type-B 初回限定盤 | 川又安奈、田中美帆、原田清花、立仙百佳、內海里音、吉崎凛子   |
| Type-B 通常盤     | 南有梨菜、田口玲佳、清水紗良、高雄彩加、鈴木彩夏、吉田彩良   |
| 劇場盤            | 瀧野由美子、立仙百佳                                         |

## MV
談個能夠回憶的戀愛吧
導演：森田亮、編舞：辻本知彦
MV分為1期生、選秀3期生及2期研究生2種版本。結合1期生、選秀3期生的「現在」版本，以及2期研究生的「過去」版本MV，再次由編舞家辻本知彥根據1期生及選秀3期生、2期研究生的風格，在廣島縣吳市大崎下島的御手洗「重要傳統建築物保存地區」的背景下，舞出屬於自己的清新色彩。

## 收錄歌曲

### Type A
| CD   | CD                                                | CD     | CD        | CD               |
| 曲序 | 曲目                                              |        | 作曲      | 编曲             |
| ---- | ------------------------------------------------- | ------ | --------- | ---------------- |
| 1.   | 談個能夠回憶的戀愛吧（1期生、選秀3期生歌唱 ver.） | 秋元康 | 木下Melon | 野中「MASA」雄一 |
| 2.   | 談個能夠回憶的戀愛吧（2期研究生歌唱 ver.）        | 秋元康 | 木下Melon | 野中「MASA」雄一 |
| 3.   | 青春各站停車（藍色向日葵）                        | 秋元康 | 木下Melon | 野中「MASA」雄一 |
| 4.   | 談個能夠回憶的戀愛吧（off vocal ver.）            |        | 木下Melon | 野中「MASA」雄一 |
| 5.   | 青春各站停車（off vocal ver.）                    |        | 木下Melon | 野中「MASA」雄一 |

| DVD  | DVD                                                         | DVD    |
| 曲序 | 曲目                                                        | 導演   |
| ---- | ----------------------------------------------------------- | ------ |
| 1.   | 談個能夠回憶的戀愛吧（1期生、選秀3期生歌唱ver.）Music Video | 森田亮 |

### Type B
| CD   | CD                                                     | CD     | CD        | CD               |
| 曲序 | 曲目                                                   |        | 作曲      | 编曲             |
| ---- | ------------------------------------------------------ | ------ | --------- | ---------------- |
| 1.   | 談個能夠回憶的戀愛吧（2期研究生歌唱 ver.）             | 秋元康 | 木下Melon | 野中「MASA」雄一 |
| 2.   | 談個能夠回憶的戀愛吧（1期生、選秀3期生歌唱 ver.）      | 秋元康 | 木下Melon | 野中「MASA」雄一 |
| 3.   | 從那天起我變了（瀧野由美子、田中皓子、中村舞、藪下楓） | 秋元康 |           |                  |
| 4.   | 談個能夠回憶的戀愛吧（off vocal ver.）                 |        | 木下Melon | 野中「MASA」雄一 |
| 5.   | 從那天起我變了（off vocal ver.）                       |        |           |                  |

| DVD  | DVD                                                    | DVD    |
| 曲序 | 曲目                                                   | 導演   |
| ---- | ------------------------------------------------------ | ------ |
| 1.   | 談個能夠回憶的戀愛吧（2期研究生歌唱 ver.） Music Video | 森田亮 |

### 劇場盤
| CD   | CD                                                | CD     | CD        | CD               |
| 曲序 | 曲目                                              |        | 作曲      | 编曲             |
| ---- | ------------------------------------------------- | ------ | --------- | ---------------- |
| 1.   | 談個能夠回憶的戀愛吧（1期生、選秀3期生歌唱 ver.） | 秋元康 | 木下Melon | 野中「MASA」雄一 |
| 2.   | 談個能夠回憶的戀愛吧（2期研究生歌唱 ver.）        | 秋元康 | 木下Melon | 野中「MASA」雄一 |
| 3.   | 短日植物（楓千穗）                                | 秋元康 |           |                  |
| 4.   | 談個能夠回憶的戀愛吧（off vocal ver.）            |        | 木下Melon | 野中「MASA」雄一 |
| 5.   | 短日植物（off vocal ver.）                        |        |           |                  |

## 選拔成員

### 談個能夠回憶的戀愛吧
1期生、選秀3期生歌唱 ver.
（中心成員：瀧野由美子）
- AKB48 Team 4／STU48：岡田奈奈
- STU48：石田千穗、石田南、今村美月、岩田陽菜、大谷滿理奈、沖侑果、甲斐心愛、門脇實優菜、榊美優、信農宙花、瀧野由美子、田中皓子、谷口茉妃菜、中村舞、兵頭葵、福田朱里、峯吉愛梨沙、森下舞羽、矢野帆夏、藪下楓

2期研究生歌唱 ver.
（中心成員：立仙百佳）
- STU48研究生：池田裕樂、今泉美利愛、內海里音、尾崎世里花、川又安奈、川又優菜、工藤理子、小島愛子、迫姫華、清水紗良、鈴木彩夏、高雄彩加、田口玲佳、田中美帆、田村菜月、中廣彌生、原田清花、南有梨菜、宗雪裡香、吉崎凜子、吉田彩良、立仙百佳、渡邊菜月

### 青春各站停車
「藍色向日葵」名義
- STU48：今村美月、榊美優、瀧野由美子、兵頭葵、福田朱里

### 從那天起我變了
- STU48：瀧野由美子、田中皓子、中村舞、藪下楓

### 短日植物
「楓千穗」名義
- STU48：石田千穗、藪下楓

## 外部連結
- 國王唱片官方網站（日語）
  - Type A 初回限定盤 （页面存档备份，存于）
  - Type A 通常盤 （页面存档备份，存于）
  - Type B 初回限定盤 （页面存档备份，存于）
  - Type B 通常盤 （页面存档备份，存于）
  - 劇場盤 （页面存档备份，存于）
- 音樂錄影帶（日語）
  - YouTube上的STU48 5thシングル「思い出せる恋をしよう」MUSIC VIDEO Mix ver. / STU48 [公式]